# Noordelijke kielnagelgalago
De noordelijke kielnagelgalago (Euoticus pallidus)  is een zoogdier uit de familie van de galago's (Galagidae). De wetenschappelijke naam van de soort werd voor het eerst geldig gepubliceerd door John Edward Gray in 1863.

## Voorkomen
De soort komt voor in Nigeria, Kameroen en op het eiland Bioko (Equatoriaal-Guinea).

## Ondersoorten
De soort heeft de volgende twee ondersoorten:
- Euoticus pallidus pallidus (Gray, 1863) – komt voor op het eiland Bioko.
- Euoticus pallidus talboti Dollman, 1910 – komt voor in Kameroen en Nigeria.